# Свободное (озеро)
Свобо́дное — озеро в Корсаковском городском округе Сахалинской области. Расположено на острове Сахалин. Площадь зеркала — 2 км². Площадь водосбора — 42,1 км².
Расположено в Муравьёвской низменности, рядом с десятком других озёр, среди которых Тунайча, соединённое со Свободным протокой.
В Свободное впадают четыре реки: Серёжка, Кутузовка, Суворовка и Шаха.
Код озера в Государственном водном реестре РФ — 20050000211118300000839.